# مينورو هيراي
مينورو هيراي (باليابانية: 平井稔) هو لاعب آيكيدو ‏ وساموراي ياباني، ولد في 1 مارس 1903، وتوفي في 16 أكتوبر 1998.